# Ливила
Клаудија Ливија Јулија (лат. Claudia Livia Iulia, 13. п. н. е. − 31. н.е.), познатија историји по породичном надимку Ливила (лат. Livilla, "мала Ливија"), била је сестра војсковође Германика и цара Клаудија. Била је друго дете и једина кћи војсковође Друза Старијег и Антоније Млађе, сестричине првог цара Октавијана Августа и ћерке тријумвира Марка Антонија. Била је Тиберијева нећака и снаха.
Два пута се удавала за потенцијалне наследнике царске титуле, најпре за Августовог унука, Гаја Цезара и касније за Тиберијевог сина, Друза Млађег. Наводно је помогла свом љубавнику Сејану да отрује Друза Млађег. Већина данашњих историчара сумња у то.

## Бракови
Ливила се најпре удала 2. п. н. е. за Августовог унука Гаја Цезара, који је био потенцијални наследник. Октавијан Август је одабрао Ливилу као будућу царицу. Међутим, Гај Цезар је умро 4. године, што је осујетило њене и Августове планове. Након тога Ливила се удала за Тиберијевог сина Друза Млађег. Када је Тиберије 14. године постао нови римски цар, Ливила је поново постала потенцијална царица. Са Друзом Млађим имала је ћерку Јулију, која се родила 5. године и два сина близанца рођена 19. године. Један од близанаца, Германик Гемел, умро је 23. године, а други, Тиберије Гемел, је поживео дуже.

## Ливилин положај у породици
Ливила као дете није била нарочито лепа, него се касније развила у лепотицу. Њу је осебно ценио њен свекар и стриц Тиберије и њена бака Ливија.. Осећала је одбојност и љубомору према својој снахи, Агрипини Старијој, мајци цара Калигуле и царице Агрипине Млађе, која је била много популарнија од ње. Светоније наводи да је презирала свог брата Клаудија. Након што је чула да ће он једног дана постати цар, јавно је осудила такву судбину римског народа. Као и већина чланова њене прордице, била је веома амбициозна. Царска кућа је била подељена на две струје, од којих су једни симпатисали Германика, а други Друза Млађега. Друз Млађи и Германик били су потенцијални наследници, а Ливила је као Германикова сестра и Друзова супруга цементирала њихову везу.

## Наводна афера са Сејаном
Ливила је наводно започела љубавну аферу са префектом преторијанаца Сејаном, који је био ниског сталежа, али имао је високе амбиције. Сејан се није слагао са Ливилиним супругом Друзом Млађим, а мржња између њих двојице постала је још већа, када је Друз Млађи након једне препирке ударио Сејана. Према Тациту, Светонију и Касије Диону, Сејан је уз помоћ Ливиле отровао Друза Млађега 23. године. С друге стране део савремених историчара сумња у то, а посебно да је Ливила учествовала у тровању свога супруга. Сејан се на тај корак одлучио бојећи се освете будућега цара. Сејан је Ливили обећавао брак.

## Брак са Сејаном
Сејан је након Друзове смрти заиста настојао да се ожени Ливилом и тражио је 25. године од Тиберија одобрење за тај брак. Тиберије је одбио Сејанову молбу упозоривши Сејана на опасност од завидних људи, пошто је већ дотад заузимао изузетно висок положај за витеза. Након Друзове смрти Ливила се надала да би браком са Сејаном могла да повећа изгледе да у конкуренцији са децом Агрипине Старије повећа вероватност за свога сина Тиберија Гемела да постане будући цар. Агрипина Старија се прикључила групи римских сенатора, која се опирала растућем утицају и моћи преторијанскога перфекта Елија Сејана. Сејан је заједно са Ливилом подржавао династичке амбиције Ливилинога сина Тиберија Гемела, а противио се династичким амбицијама Агрипине Старије и њених синова. Сејан је искористио своју моћ преторијанскога перфекта, па је дао да се заточи Агрипина Старија и њени синови, сем Калигуле, који се склонио код Тиберија на Капри. Током 31. године Сејан је делио трибунску власт са Тиберијем. Коначно је заручио Ливилу, добивши изгледа Тиберијеву дозволу.

## Сејанов пад и оптужбе
Међутим, током 31. године уследио је Сејанов пад. Ливилина мајка, Антонија Млађа, је упозорила Тиберија о Сејановој завери. Према Касије Диону, када је Тиберије чуо колику је моћ Сејан узурпирао у Риму, одмах је предузео кораке да га смени. Након Сејановог погубљења маса је линчовала Сејанове саучеснике. Погубљена су и Сејанова деца са његовом бившом женом Апикатом. Када је Апиката чула за судбину своје деце, извршила је самоубиство, али пре тога упутила је писмо Тиберију оптуживши Сејана и Ливилу да су отровали Друза Млађега.Ливилин доктор Еудем је након испитивања под мукама потврдио Аликатине наводе.

## Смрт
Ливила је умрла кратко време након тих оптужби. Или се сама убила или су је погубили. Према једној од верзија Касије Диона, Тиберије ју је предао њеној мајци Антонији Млађој, која ју је закључала у соби, где је умрла од глади. Током 32. н. е. сенат је издао декрет да се уклоне њене статуе и избрише и сећање на њу (лат. Damnatio memoriae ).

## Породично стабло
|  |                                 |  |  |  |  |  |  |  |  |  |  |  |  |  |  |  |
|  | 8. Друз Клаудије Нерон          |  |  |  |  |  |  |  |  |  |  |  |  |  |  |  |
|  |                                 |  |  |  |  |  |  |  |  |  |  |  |  |  |  |  |
|  |                                 |  |  |  |  |  |  |  |  |  |  |  |  |  |  |  |
|  | 4. Тиберије Клаудије Нерон      |  |  |  |  |  |  |  |  |  |  |  |  |  |  |  |
|  |                                 |  |  |  |  |  |  |  |  |  |  |  |  |  |  |  |
|  |                                 |  |  |  |  |  |  |  |  |  |  |  |  |  |  |  |
|  | 9. Клаудија                     |  |  |  |  |  |  |  |  |  |  |  |  |  |  |  |
|  |                                 |  |  |  |  |  |  |  |  |  |  |  |  |  |  |  |
|  |                                 |  |  |  |  |  |  |  |  |  |  |  |  |  |  |  |
|  | 2. Нерон Клаудије Друз          |  |  |  |  |  |  |  |  |  |  |  |  |  |  |  |
|  |                                 |  |  |  |  |  |  |  |  |  |  |  |  |  |  |  |
|  |                                 |  |  |  |  |  |  |  |  |  |  |  |  |  |  |  |
|  | Апије Клаудије Пулхер           |  |  |  |  |  |  |  |  |  |  |  |  |  |  |  |
|  |                                 |  |  |  |  |  |  |  |  |  |  |  |  |  |  |  |
|  |                                 |  |  |  |  |  |  |  |  |  |  |  |  |  |  |  |
|  | 10. Марко Ливије Друз Клаудијан |  |  |  |  |  |  |  |  |  |  |  |  |  |  |  |
|  |                                 |  |  |  |  |  |  |  |  |  |  |  |  |  |  |  |
|  |                                 |  |  |  |  |  |  |  |  |  |  |  |  |  |  |  |
|  | 5. Ливија Друзила               |  |  |  |  |  |  |  |  |  |  |  |  |  |  |  |
|  |                                 |  |  |  |  |  |  |  |  |  |  |  |  |  |  |  |
|  |                                 |  |  |  |  |  |  |  |  |  |  |  |  |  |  |  |
|  | 22. Марко Ауфидије Луркон       |  |  |  |  |  |  |  |  |  |  |  |  |  |  |  |
|  |                                 |  |  |  |  |  |  |  |  |  |  |  |  |  |  |  |
|  |                                 |  |  |  |  |  |  |  |  |  |  |  |  |  |  |  |
|  | 11. Ауфидија                    |  |  |  |  |  |  |  |  |  |  |  |  |  |  |  |
|  |                                 |  |  |  |  |  |  |  |  |  |  |  |  |  |  |  |
|  |                                 |  |  |  |  |  |  |  |  |  |  |  |  |  |  |  |
|  | 1. Ливила                       |  |  |  |  |  |  |  |  |  |  |  |  |  |  |  |
|  |                                 |  |  |  |  |  |  |  |  |  |  |  |  |  |  |  |
|  |                                 |  |  |  |  |  |  |  |  |  |  |  |  |  |  |  |
|  | 24. Марко Антоније Оратор       |  |  |  |  |  |  |  |  |  |  |  |  |  |  |  |
|  |                                 |  |  |  |  |  |  |  |  |  |  |  |  |  |  |  |
|  |                                 |  |  |  |  |  |  |  |  |  |  |  |  |  |  |  |
|  | 12. Марко Антоније Кретик       |  |  |  |  |  |  |  |  |  |  |  |  |  |  |  |
|  |                                 |  |  |  |  |  |  |  |  |  |  |  |  |  |  |  |
|  |                                 |  |  |  |  |  |  |  |  |  |  |  |  |  |  |  |
|  | 6. Марко Антоније               |  |  |  |  |  |  |  |  |  |  |  |  |  |  |  |
|  |                                 |  |  |  |  |  |  |  |  |  |  |  |  |  |  |  |
|  |                                 |  |  |  |  |  |  |  |  |  |  |  |  |  |  |  |
|  | 26. Луције Јулије Цезар III     |  |  |  |  |  |  |  |  |  |  |  |  |  |  |  |
|  |                                 |  |  |  |  |  |  |  |  |  |  |  |  |  |  |  |
|  |                                 |  |  |  |  |  |  |  |  |  |  |  |  |  |  |  |
|  | 13. Јулија Антонија             |  |  |  |  |  |  |  |  |  |  |  |  |  |  |  |
|  |                                 |  |  |  |  |  |  |  |  |  |  |  |  |  |  |  |
|  |                                 |  |  |  |  |  |  |  |  |  |  |  |  |  |  |  |
|  | 3. Антонија Млађа               |  |  |  |  |  |  |  |  |  |  |  |  |  |  |  |
|  |                                 |  |  |  |  |  |  |  |  |  |  |  |  |  |  |  |
|  |                                 |  |  |  |  |  |  |  |  |  |  |  |  |  |  |  |
|  | 28. Гај Октавије                |  |  |  |  |  |  |  |  |  |  |  |  |  |  |  |
|  |                                 |  |  |  |  |  |  |  |  |  |  |  |  |  |  |  |
|  |                                 |  |  |  |  |  |  |  |  |  |  |  |  |  |  |  |
|  | 14. Гај Октавије                |  |  |  |  |  |  |  |  |  |  |  |  |  |  |  |
|  |                                 |  |  |  |  |  |  |  |  |  |  |  |  |  |  |  |
|  |                                 |  |  |  |  |  |  |  |  |  |  |  |  |  |  |  |
|  | 7. Октавија Млађа               |  |  |  |  |  |  |  |  |  |  |  |  |  |  |  |
|  |                                 |  |  |  |  |  |  |  |  |  |  |  |  |  |  |  |
|  |                                 |  |  |  |  |  |  |  |  |  |  |  |  |  |  |  |
|  | 30. Марко Ације                 |  |  |  |  |  |  |  |  |  |  |  |  |  |  |  |
|  |                                 |  |  |  |  |  |  |  |  |  |  |  |  |  |  |  |
|  |                                 |  |  |  |  |  |  |  |  |  |  |  |  |  |  |  |
|  | 15. Ација Балба Цезонија        |  |  |  |  |  |  |  |  |  |  |  |  |  |  |  |
|  |                                 |  |  |  |  |  |  |  |  |  |  |  |  |  |  |  |
|  |                                 |  |  |  |  |  |  |  |  |  |  |  |  |  |  |  |
|  | 31. Јулија Цезарис              |  |  |  |  |  |  |  |  |  |  |  |  |  |  |  |
|  |                                 |  |  |  |  |  |  |  |  |  |  |  |  |  |  |  |
|  |                                 |  |  |  |  |  |  |  |  |  |  |  |  |  |  |  |